# Ruimtekromme
Een ruimtekromme is de generalisatie in drie dimensies van een vlakke kromme. De eenvoudigste ruimtekromme is een rechte; een ander voorbeeld is een schroeflijn (of helix).  Een ruimtekromme kan worden beschouwd als het traject gevolgd door een bewegend punt in de ruimte. In dat geval wordt de kromme beschreven door zijn drie coördinaten als functie van een parameter t. Een andere manier om een ruimtekromme te definiëren is als snijlijn van twee oppervlakken in drie dimensies.

## Ruimtekromme als functie van één parameter
Een ruimtekromme kan worden beschreven door middel van drie functies die elk een ruimtelijke coördinaat voorstellen, en die ook de componenten van de ruimtekromme genoemd worden. Ze zijn zelf functie van een parameter, die in de praktijk als de tijd kan worden beschouwd. Het domein van de ruimtekromme is dan de doorsnede van de drie afzonderlijke domeinen van haar componenten.

### Vergelijking

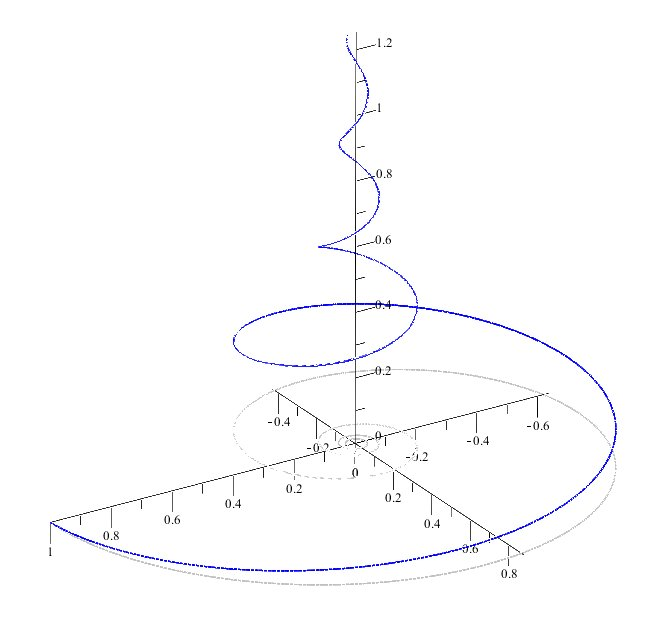
De ruimtekromme, waarvan de vergelijking in de tekst staat, wikkelt zich rond de -as.

De vectoriële vergelijking van een kromme {\displaystyle K} is:
{\displaystyle K\colon {\vec {r}}(t)=f(t){\vec {e_{1}}}+g(t){\vec {e_{2}}}+h(t){\vec {e_{3}}}},
waarin de vectoren {\displaystyle \{{\vec {e_{i}}}\}} de eenheidsvectoren van de gebruikte basis zijn en {\displaystyle f(t),g(t)} en {\displaystyle h(t)} de componenten van de ruimtekromme. Als de onafhankelijke veranderlijke {\displaystyle t} haar domein doorloopt, beschrijft het punt gegeven door bovenstaande uitdrukking in drie dimensies de kromme.
De vectoriële vergelijking die gebruikt wordt om de ruimtekromme te doorlopen, is niet uniek. Indien bijvoorbeeld elke waarde {\displaystyle t} wordt vervangen door {\displaystyle 2t} zal dezelfde ruimtekromme worden bekomen, maar zal ze gewoon tweemaal sneller worden doorlopen. Op dezelfde manier, als {\displaystyle t} wordt vervangen door {\displaystyle -t}, wordt ook dezelfde ruimtekromme doorlopen, maar dan in de tegengestelde richting.
Als voorbeeld toont nevenstaande figuur de ruimtekromme:
{\displaystyle L\colon {\vec {q}}(t)={\frac {\cos(4t)}{1+t^{2}}}{\vec {e_{1}}}+{\frac {\sin(4t)}{1+t^{2}}}{\vec {e_{2}}}+0{,}2\,t\,{\vec {e_{3}}}}
voor het parameterbereik {\displaystyle t=0\ldots 2\pi }. De ruimtekromme start voor {\displaystyle t=0} in het punt {\displaystyle (1,0,0)} op de {\displaystyle x}-as en wikkelt zich dan rond de verticale z-as.

### Raaklijn en normaalvlak
Indien de drie componenten differentieerbaar zijn in een punt bereikt voor de parameterwaarde {\displaystyle t}, is ook de ruimtekromme zelf differentieerbaar in dat punt. De afgeleide van een ruimtekromme is dan:
{\displaystyle {\vec {r}}{}'(t)=f'(t){\vec {e_{1}}}+g'(t){\vec {e_{2}}}+h'(t){\vec {e_{3}}}}.
De richting van deze vector is de richting van de raaklijn {\displaystyle T}, en de zin is deze waarin het punt op de ruimtekromme beweegt indien de parameter {\displaystyle t} toeneemt. De raaklijn {\displaystyle T} in een punt bereikt voor de parameterwaarde {\displaystyle t_{0}}, kan dus worden geschreven als:
{\displaystyle T\colon {\vec {p}}(s)={\vec {r}}(t_{0})+s\,{\vec {r}}{}'(t_{0})}
Hierbij is {\displaystyle s} de parameter van de raaklijn zelf, indien deze zoals hier in vectoriële vorm wordt gegeven. Dit is equivalent met de schrijfwijze:
{\displaystyle T\colon {\begin{matrix}x(s)=f(t_{0})+s\cdot f'(t_{0})\\y(s)=g(t_{0})+s\cdot g'(t_{0})\\z(s)=h(t_{0})+s\cdot h'(t_{0})\end{matrix}}}
Het normaalvlak in een punt van de ruimtekromme is het vlak door dat punt dat bovendien loodrecht op de raaklijn staat. De richting van de raaklijn is dus de normaalvector van het normaalvlak. Het normaalvlak heeft bijgevolg als vergelijking:
{\displaystyle N\colon f'(t_{0})\cdot (x-f(t_{0}))+g'(t_{0})\cdot (y-g(t_{0}))+h'(t_{0})\cdot (z-h(t_{0}))=0}

### Basis van Frenet-Serret
Men kan een orthonormale basis definiëren met oorsprong in het bewegend punt van de ruimtekromme. Dit is de basis van Frenet-Serret. Deze bestaat uit de drie eenheidsvectoren:
- De eenheidsvector volgens de raaklijn.

{\displaystyle {\vec {T}}(t)={\frac {{\vec {r}}{}'(t)}{\|{\vec {r}}{}'(t)\|}}}
Deze vector heeft lengte 1, is gericht langs de raaklijn, in dezelfde zin als de afgeleide van de ruimtekromme. Dit is de zin waarin het punt bepaald door {\displaystyle t} de kromme doorloopt indien de parameter {\displaystyle t} toeneemt. Deze vector staat tevens loodrecht op het normaalvlak.
- De eenheidsvector volgens de hoofdnormaal.

{\displaystyle {\vec {N}}(t)={\frac {{\vec {T}}{}'(t)}{\|{\vec {T}}{}'(t)\|}}}
Deze ligt in het vlak bepaald door de eerste en tweede afgeleide van de ruimtekromme. Hij is gericht in de zin waarin de kromme afbuigt, dus aan de binnenkant van de bocht die de kromme maakt. Deze vector is ook gedefinieerd voor een vlakke kromme, en daar wisselt hij van zin in een buigpunt van de kromme.
- De eenheidsvector volgens de binormaal

{\displaystyle {\vec {B}}(t)={\vec {T}}(t)\times {\vec {N}}(t)}
Dit is een vector die, gezien het feit dat hij het vectorproduct is van {\displaystyle {\vec {T}}(t)} en {\displaystyle {\vec {N}}(t)}, tevens loodrecht op deze twee vectoren staat. De rechte bepaald door de vector {\displaystyle {\vec {B}}(t)} is de binormaal. Voor een vlakke kromme is {\displaystyle {\vec {B}}(t)} steeds volgens dezelfde richting gericht, maar kan de zin wel omklappen naargelang het verloop van de ruimtekromme: telkens een buigpunt wordt gepasseerd zal de eenheidsvector volgens de hoofdnormaal {\displaystyle {\vec {B}}(t)} van zin wisselen, en bijgevolg zal ook {\displaystyle {\vec {B}}(t)} dit doen want hij wordt bepaald door het vectorproduct van {\displaystyle {\vec {T}}(t)} en {\displaystyle {\vec {B}}(t)}.

Elk van deze drie vectoren staat loodrecht op de twee anderen en heeft lengte 1. Per twee vectoren wordt tevens een vlak bepaald:
- {\displaystyle {\vec {T}}(t)} en {\displaystyle {\vec {N}}(t)} bepalen het osculatievlak. Het staat loodrecht op de binormaal.
- {\displaystyle {\vec {T}}(t)} en {\displaystyle {\vec {B}}(t)} bepalen het rectifiërend vlak. Het staat loodrecht op de hoofdnormaal.
- {\displaystyle {\vec {N}}(t)} en {\displaystyle {\vec {B}}(t)} bepalen het normaalvlak. Het staat loodrecht op de raaklijn.

De vectoren {\displaystyle {\vec {T}}(t)}, {\displaystyle {\vec {N}}(t)} en {\displaystyle {\vec {B}}(t)} worden de Triëder van Frenet genoemd.

### Kromming en torsie
(De kromming wordt diepgaander behandeld in dit artikel.)
(De torsie wordt diepgaander behandeld in dit artikel.)
- De kromming van een ruimtekromme is een maat voor de afwijking van een rechte lijn. De kromming is zo gedefinieerd dat ze onafhankelijk is van de parameterisatie die concreet gebruikt wordt om de ruimtekromme te doorlopen. De kromming is nul (voor een rechte) of positief en wordt uitgedrukt in radialen/lengte-eenheid. Voor een cirkel is de kromming gelijk aan één gedeeld door de straal.
- De torsie van een ruimtekromme is een maat voor de afwijking van een vlak verloop. Indien een ruimtekromme in een vlak ligt is haar torsie nul. Net zoals de kromming is de torsie onafhankelijk van de parameterisatie die concreet gebruikt wordt om de ruimtekromme te doorlopen. De torsie is dus nul (voor een kromme gelegen in een vlak) of kan anders positief of negatief zijn, en wordt uitgedrukt in radialen/lengte-eenheid.

### Voorbeeld: de schroeflijn of helix

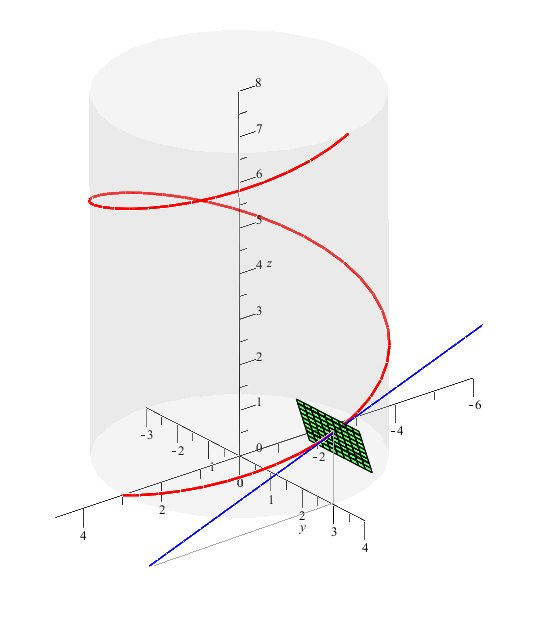
Raaklijn en normaalvlak in een punt van de schroeflijn. De concrete vergelijkingen worden in het voorbeeld in de tekst gegeven.

De schroeflijn rond de {\displaystyle z}-as heeft als vergelijking:
{\displaystyle {\vec {r}}(t)=a\,\cos(t)\,{\vec {e_{1}}}+a\,\sin(t)\,{\vec {e_{2}}}+bt\,{\vec {e_{3}}}},
met als afgeleide:
{\displaystyle {\vec {r}}{}'(t)=-a\,\sin(t)\,{\vec {e_{1}}}+a\,\cos(t)\,{\vec {e_{2}}}+b\,{\vec {e_{3}}}},
zodat men vindt, in het punt bereikt door een parameterwaarde {\displaystyle t_{0}}:
- Raaklijn: {\displaystyle R(s):{\begin{cases}x(s)=a\,\cos(t_{0})-as\,\sin(t_{0})\\y(s)=a\,\sin(t_{0})+as\,\cos(t_{0})\\z(s)=bt_{0}+s\,b\end{cases}}}
- Normaalvlak: {\displaystyle \alpha :-a\,\sin(t_{0})\,x+a\,\cos(t_{0})\,y+b(z-bt_{0})=0}
- Eenheidsvector volgens de raaklijn: {\displaystyle {\vec {T}}(t_{0})={\frac {-a\,\sin(t_{0})}{\sqrt {a^{2}+b^{2}}}}\,{\vec {e_{1}}}+{\frac {a\,\cos(t_{0})}{\sqrt {a^{2}+b^{2}}}}\,{\vec {e_{2}}}+{\frac {b}{\sqrt {a^{2}+b^{2}}}}\,{\vec {e_{3}}}}
- Eenheidsvector volgens de hoofdnormaal: {\displaystyle {\vec {N}}(t_{0})=-\cos(t_{0})\,{\vec {e_{1}}}-\sin(t_{0})\,{\vec {e_{2}}}+0\,{\vec {e_{3}}}}

Deze is voor de gebruikte schroeflijn steeds horizontaal gericht en wijst vanuit het punt op de ruimtekromme pal naar de z-as.
- Eenheidsvector volgens de binormaal: {\displaystyle {\vec {B}}(t_{0})={\frac {b\,\sin(t_{0})}{\sqrt {a^{2}+b^{2}}}}\,{\vec {e_{1}}}+{\frac {-b\,\cos(t_{0})}{\sqrt {a^{2}+b^{2}}}}\,{\vec {e_{2}}}+{\frac {a}{\sqrt {a^{2}+b^{2}}}}\,{\vec {e_{3}}}}
- kromming: {\displaystyle \kappa ={\frac {a}{a^{2}+b^{2}}}}
- torsie: {\displaystyle \tau ={\frac {b}{a^{2}+b^{2}}}}

Voor de schroeflijn blijken de kromming en de torsie beide constant te zijn. Voor een willekeurige ruimtekromme zullen ze in het algemeen beide functie van de parameter {\displaystyle t} zijn.

## Als snijlijn van twee oppervlakken
Een ruimtekromme kan ook gegeven worden als de snijlijn van twee oppervlakken, die elk beschreven worden door middel van een impliciete functie van twee (onafhankelijke) variabelen.

### Vergelijking
De vergelijking van de ruimtekromme is bijgevolg van de vorm
{\displaystyle K\colon {\begin{cases}F(x,y,z)=0\\G(x,y,z)=0\end{cases}}}

### Raaklijn en normaalvlak

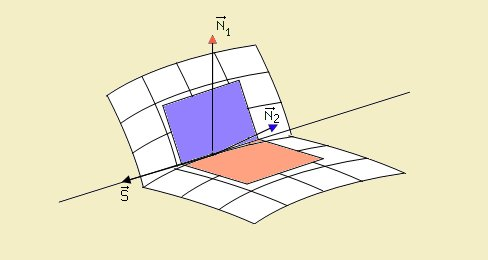
De raaklijn aan een ruimtekromme bepaald als de snijlijn van twee oppervlakken staat loodrecht op elk van de twee normaalvectoren van de raakvlakken aan deze twee oppervlakken. De richting van de raaklijn is dus parallel aan het vectorproduct van de twee normaalvectoren.

Een punt op de snijlijn van de twee oppervlakken bepaalt aan elk van deze oppervlakken een raakvlak. De raaklijn is dan zelf de snijlijn van deze twee raakvlakken. De richting van de raaklijn staat dus loodrecht op beide normaalvectoren, en is dus zelf evenwijdig met het vectorproduct van de twee normaalvectoren. De normaalvector aan een raakvlak heeft als componenten de drie partiële afgeleiden van het oppervlak in dat punt. De richting van de raaklijn is bijgevolg:
{\displaystyle {\vec {S}}=(F'_{x},F'_{y},F'_{z})\times (G'_{x},G'_{y},G'_{z})}
Deze vector is tevens de normaalvector van het normaalvlak in een punt van de ruimtekromme.

### Voorbeeld

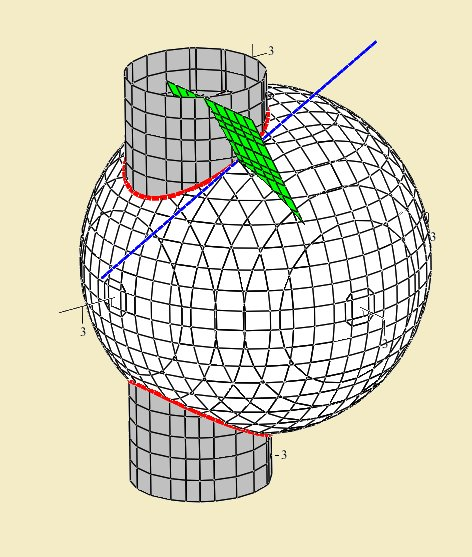
Raaklijn en normaalvlak in een punt van een ruimtekromme bepaald als snijlijn van twee oppervlakken. De concrete vergelijkingen worden in het voorbeeld in de tekst gegeven.

De ruimtekromme bepaald als snijlijn tussen de oppervlakken
{\displaystyle F\colon x^{2}+y^{2}+z^{2}=6}
{\displaystyle G\colon (x-1)^{2}+y^{2}=1}
gaat door het punt:
{\displaystyle P=(1,1,2)}
De partiële afgeleiden van {\displaystyle F}, en hun waarden in dat punt zijn:
{\displaystyle \mathrm {grad} \,F=(2x,2y,2z);\quad (\mathrm {grad} \,F)(P)=(2,2,4)//(1,1,2)}
De partiële afgeleiden van {\displaystyle G}, en hun waarden in dat punt zijn:
{\displaystyle \mathrm {grad} \,G=(2(x-1),2y,0);\quad (\mathrm {grad} \,G)(P)=(0,2,0)//(0,1,0)}
Beide vectoren werden nog vereenvoudigd omdat enkel hun richting van belang is. Hun vectorproduct is:
{\displaystyle {\vec {S}}=(-2,0,1)}
Bijgevolg:
- Raaklijn {\displaystyle R(s):{\begin{cases}x(s)=1-2s\\y(s)=1+0s\\z(s)=2+1s\end{cases}}}

- Normaalvlak {\displaystyle \alpha :-2(x-1)+0(y-1)+1(z-2)=0}